# Stéphane Blancafort
Stéphane Blancafort (* 6. Mai 1970) ist ein französischer Schauspieler und Theaterregisseur.

## Leben
In vielen Sportarten ausgebildet und als Jugendlicher Teilnehmer an den französischen Meisterschaften im 400-m-Lauf, dachte Blancafort zunächst an eine Karriere als Profisportler, entschied sich dann aber für das Theater und die Schauspielerei.
Von 1989 bis 1991 studierte er am Conservatoire national de Montpellier und von 1991 bis 1993 am Conservatoire national de Bordeaux. Schon während seines Studiums spielte er kleinere Rollen an lokalen Theatern. 1996 gründete in Pau das Théâtre du Gaucher, führte dort Regie, stand als Schauspieler auf der Bühne und bearbeitete Stücke für die Bühne. Seit 2013 hat er seine Theateraktivitäten wegen seiner zunehmenden Engagements im französischen Fernsehen eingeschränkt.
Über Frankreich hinaus wurde er vor allem bekannt durch seine Rolle als Captain David Canovas an der Seite von Cécile Bois in der Serie Candice Renoir. Seit 2017 spielt er die Rolle eines Kommissars in der französischen Krimiserie Tandem.

## Filmografie (Auswahl)
- 1996: Une femme d’honneur (Fernsehserie, eine Episode)
- 1997: Josephine Ange Gardien (Fernsehserie, eine Episode)
- 2004: Plus belle la vie (Fernsehserie, 22 Episoden)
- 2009: Mac Orlan (Fernsehserie, eine Episode)
- 2014: Mit innerer Überzeugung (Intime conviction)
- 2014: Mea Culpa – Im Auge des Verbrechens (Mea Culpa)
- 2014: Origines (Fernsehserie, eine Episode)
- 2015–2017: Candice Renoir (Fernsehserie, 27 Episoden)
- 2015–2017: Cassandre (Fernsehserie, drei Episoden)
- 2016–2022: Tandem (Fernsehserie, zwölf Episoden)
- 2016: Innocente (TV-Miniserie)
- 2018: Camping paradis (Fernsehserie, zwei Episoden)
- 2021: Le Code (TV-Serie, zwei Episoden)